# كأس الاتحاد 1981
كأس الاتحاد 1981 هو الموسم 19 من  كأس فيد. أقيم خلال الفترة 9 نوفمبر 1981 وحتى 15 نوفمبر 1981، وفاز فيه منتخب الولايات المتحدة لكأس ديفيز.